# Поллок, Гарри
Гарри Эвелин Дорр Поллок (англ. Harry Evelyn Dorr Pollock; 24 июня 1900 года, Солт-Лейк-Сити; 15 марта 1982 года, Бостон) — американский антрополог и археолог. Внёс весомый вклад в изучение культуры майя.

## Биография
Родился в семье Джеймса Альберта Поллока и Эвелин Принс Дорр.
Изучал антропологию в Гарвардском университете и получил докторскую степень.
В 1927 году Поллок отправился на Юкатан с группой Сильвануса Морли и начал работу на раскопках в Чичен-Ице. Там он познакомился с Эриком Томпсоном и Джин Шарлоттой. Позже он также тесно сотрудничал с Татьяной Проскуряковой и Альфредом Тоццером. Поллок уточнил описание города Чунхухуб, составленое ранее Теоберт Малером.
В 1940 году он женился на Кэтрин Уинслоу. У них родился сын Гарри Уинслоу Поллок.
В 1966 году Поллок был избран в Американскую академию искусств и наук.

## Работы
- A preliminary study of the ruins of Cobá, Carnegie Institution of Washington, 1932
- Round structures of aboriginal middle America, Carnegie institution of Washington, 1936
- Uaxactun, Guatemala. Group E — 1926—1931, Carnegie institution of Washington, 1937
- Mayapan, Yucatan, Mexico, Carnegie Institution of Washington, 1962
- Monographs and papers in Maya archaeology, 1970
- Maya blue: an updated record, 1971
- The Puuc. Peabody Museum, Cambridge 1980, ISBN 0-87365-693-8